# Microsoft Private Folder
Microsoft Private Folder（マイクロソフト プライベート フォルダ、略称：MPF）は、マイクロソフトが2006年7月に公開したソフトウェアである。ダウンロードには、アクティベーション（WGA）が必要だった。インストールすると、デスクトップにMy Private Folderという名称の、特殊なフォルダが作成される。このフォルダはエクスプローラで通常のフォルダのように扱うことが出来、フォルダ内に移動・コピーしたファイルやフォルダは自動的に暗号化される。よって通常のフォルダ間のファイルの移動より時間がかかる。フォルダへのアクセスにはインストール時に設定したパスワードの入力が必要になる。パスワード入力後、一定時間My Private Folderにアクセスがなければ自動的にロックがかかる。時間は設定で変更可。また、ファイルのインポート、エクスポート機能も備える。
パスワードを忘れた場合にファイルを復号することができなくなる、法人顧客（IT管理者など）からの抗議が殺到した、等の事情があり、マイクロソフトはわずか一週間程度で公開を停止した。